# Matule
Matule (niem. Mothalen) – wieś w Polsce położona w województwie pomorskim, w powiecie sztumskim, w gminie Stary Dzierzgoń. Wieś jest siedzibą sołectwa w którego skład wchodzą również miejscowości Monasterzysko Małe, Monasterzysko Wielkie i Wartule.
W latach 1975–1998 miejscowość administracyjnie należała do województwa elbląskiego.
W latach 1945-46 miejscowość nosiła nazwę Milewo.
Wieś wzmiankowana w dokumentach z roku 1321, jako wieś pruska na 32 włókach. Pierwotna nazwa wsi Matulen wywodzi się z języka pruskiego. W roku 1782 we wsi odnotowano 8 domów (dymów), natomiast w 1858 w 8 gospodarstwach domowych było 128 mieszkańców. W latach 1937–39 było 192 mieszkańców. W roku 1973 wieś należała do powiatu morąskiego, gmina i poczta Stary Dzierzgoń.